# Рангель, Хоакин
Хоакин Рангель (исп. Joaquin Rangel) — мексиканский военный и политик, бригадный и дивизионный генерал, участник американо-мексиканской войны и депутат мексиканского Конгресса.

## Биография
Хоакин Рангель родился в Мехико в 1803 году. В возрасте 20-ти лет он вступил в мексиканскую армию в звании второго лейтенанта. В 1826 году Рангель получил звание капитана и управлял оружейной фабрикой в Санта-Фе с июня 1830 по ноябрь 1832 года. В 1833 году он покинул армию в звании подполковника, из-за несогласия с политикой правительства. Около 1833 года он примкнул к сторонникам генерала Санта-Анна и принял участие в свержении режима президента Бустаманте. Санта-Анна сделал его полковником и поручил ему сооружение укреплений Тикубайи.
Он был активным сторонником генерала Антонио Санта-Анна, который в 1844 году присвоил ему звание бригадного генерала и назначил шефом артиллерии. В июне 1845 года Рангель присоединился к заговору против президента Эрреры, умеренного либерала, который хотел предотвратить войну с США. Заговор провалился отчасти потому, что Рангель призывал встать на сторону опального и непопулярного в те годы Санта-Анны. После провала заговора Рангель был арестован и судим трибуналом, который приговорил его к 10 годам тюрьмы. Приговор был в том же году заменён на домашний арест в Акапулько.
В августе 1846 года президент Паредес был свергнут, и Санта-Анна вернулся из изгнания. Рангель сразу же явился на встречу с ним в Веракрусе. Санта-Анна поручил ему сформировать элитный гренадёрский батальон, который стал личным эскортом Санта-Анны. Ему было так же поручено надзирать за исправлением дорог в столице и за формированием городской Национальной гвардии. В сентябре он был направлен в Тампико для помощи в обороне города, но не успел прибыть до падения Тампико.
В январе 1847 года Рангель уже командовал гарнизоном Мехиканской крепости. Когда началось восстание против политики вице-президента Фариаса, Рангель сначала поддерживал правительство, но увидел, что режим Фариаса не сможет победить, и перешёл на сторону восставших, что ускорило их победу. В марте 1847 года американская армия осадила Вера-Крус, взяла его и начала наступление на Мехико. После разгрома при Серро-Гордо (в ходе которого Рангель с тремя батальонами стоял в резерве) Санта-Анна временно передал армию под командование Рангеля.
Рангель командовал 3-й (резервной) бригадой во время сражений при Контрерас, при Чурубуско, и при Молино-дель-Рей. Именно он предложил ряд мер по укреплению южных подступов к Мехико, в частности, укреплений у монастыря Чурубуско, которые были одобрены Санта-Анной.
После падения замка Чапультепек отряд Рангеля отступил в Мехико, но не смог предотвратить прорыв американской армии в город. Он лично командовал артиллерией у ворот Сан-Косме и был тяжело ранен на этой позиции.
После войны Рангель остался в армии. В 1852 году он стал депутатом мексиканского Конгресса на 1 год. В 1854 году Санта-Анна сделал его дивизионным генералом, а после падения режима Санта-Анна Рангель стал полковником батальона Национальной гвардии.
Он умер в 1874 году.